# Mariusz Jendryczko
Mariusz Jendryczko (ur. 26 czerwca 1973 roku w Katowicach, zm. 30 lipca 2010) – piłkarz, grający na pozycji obrońcy, trener piłkarski. W swojej karierze rozegrał 20 meczów w ówczesnej I lidze polskiej w barwach Ruchu Chorzów. W karierze piłkarskiej grał także w Wawelu Kraków, Walce Makoszowy, LKS-ie Czaniec oraz Sokole Zabrzeg. Na przełomie wieków był zawodnikiem futsalowego Rekordu Bielsko-Biała. Po zakończeniu kariery zawodniczej trenował LKS Goczałkowice (sezony 2008/2009 i 2009/2010). Przed sezonem 2010/2011 dogadał się z działaczami Iskry Pszczyna, ale ci ostatecznie postawili na Jana Żurka. Zmarł w piątek, 30 lipca 2010 w swoim domu w Bielsku-Białej. Sekcja zwłok wykazała, że miał wrodzoną, ale ukrytą wadę serca.